# Буслаева, Тамара Николаевна
Тамара Николаевна Буслаева (настоящая фамилия Бутенко, урождённая Байдалина; 1 мая 1922, Екатеринбург — неизвестно) — советская артистка цирка, дрессировщица и эквилибристка. Вторая жена дрессировщика А. Н. Буслаева.

## Биография
Тамара Байдалина родилась в Екатеринбурге 1 мая 1922 года в семье работника райкома Байдалина Николая Ефимовича и горкома. Напротив её дома находился местный цирк, и юная Тамара мечтала стать цирковой артисткой. Она натянула во дворе проволоку и начала тренироваться по ней ходить. Окончив школу, в 1939 году уехала в Москву с путёвкой Свердловского горкома ВЛКСМ поступать в цирковое училище (окончила в 1941 году).
С 1939 года работала в цирке танцовщицей на проволоке. После начала Великой Отечественной войны участвовала в строительстве оборонительных сооружений под Брянском и Смоленском, стояла на посту во время воздушных тревог в Москве. Затем отправилась в эвакуацию в Свердловск, взяв с собой проволоку и аппаратуру для тренировки. Работала на заводе, а в свободное время занималась акробатикой в Доме культуры железнодорожников имени А. А. Андреева и выступала на вечерах художественной самодеятельности как эквилибристка. Вскоре поступила в цирковую труппу, работала воздушной гимнасткой.
На гастролях в Ростове-на-Дону в 1945 году познакомилась с известным дрессировщиком Александром Буслаевым. Тогда он выступал со своей женой Ириной Бугримовой. После того как супруги расстались, Александр Буслаев сделал Тамаре предложение. Тамара и Александр сразу начали совместные репетиции номера на лошадях, а позднее стали вместе выступать со львами. Искусством дрессировки Тамара овладела всего за полгода. Совместно они поставили аттракцион «Группа дрессированных львов». Тамара также участвовала в номере «Львы и мотоциклы». Она спускалась в клетку на трапеции головой вниз из под купола цирка, кормила львов мясом изо рта. 
В декабре 1946 года Буслаевы начали работу над совместным номером «Львы на лошадях». Этот номер был впервые представлен публике в 1958 году. Основная демонстрационная нагрузка номера лежала на Тамаре Буслаевой. Номер включал выезд кабриолета, в котором рядом с Тамарой сидел лев, скачку львов на лошадях, сложные перестроения лошадей с сидящими на них львами. В 1962 году Буслаевы выступали с номером «Львы на лошадях» на гастролях в Западной Европе. В 1963 году Тамара и Александр Буслаевы завершили свои выступления в цирке.
С 1954 года Тамара Буслаева жила в Ростове-на-Дону. Звания Заслуженной артистки она так и не получила, поскольку, по её словам, этому помешала бывшая жена Александра Буслаева Ирина Бугримова.